# El último aliento
El último aliento es una película colombiana dirigida por René Castellanos. Estrenada en los cines colombianos el 28 de mayo de 2015, fue protagonizada por Tuto Patiño, Laura Londoño, Lincoln Palomeque, Natalia Durán y Alejandro Aguilar. Fue rodada en su totalidad en la ciudad de Cúcuta, capital del departamento de Norte de Santander.

## Sinopsis
Wilson es un aficionado al Cúcuta Deportivo y su novia, Karen, hincha por el equipo bogotano Millonarios. Ambos equipos disputarán la final del torneo colombiano en una oportunidad histórica para el equipo motilón, pero en un absurdo accidente, Wilson pierde la vida. Hinchas del equipo y amigos ahora tendrán que hacer hasta lo imposible para que el féretro de Wilson ingrese al estadio y darle al fallecido el homenaje póstumo que se merece.

## Reparto
- Tuto Patiño es Wilson.
- Laura Londoño es Karen.
- Lincoln Palomeque es El Palomo Saldarriaga.
- Natalia Durán es Grecia.
- Alejandro Aguilar es La Mosca.
- Jennifer Arenas es Steffania.